# クリストフ・ラントメッサー
クリストフ・ラントメッサー（ドイツ語:  Christof Landmesser , 1959年12月22日ロンメルスハウゼン現在のケルネン・イム・レムシュタル- ）は、ドイツの福音主義 (ルター派)神学者、テュービンゲン大学福音主義神学部新約聖書学教授。

## 経歴
クリストフ・ラントメッサーは1975年から1977年まで保険販売員養成の職業教育を受けていたが、1980年に大学入学資格を得た。その後1980年から1981年まで ヴュルテンベルク福音主義州教会が設立したシュトゥットガルトにある高等専門学校に通った。
その後、テュービンゲン大学で神学を学び、1988年に第1次神学試験に合格。1981年から1986年までの間は、テュービンゲン福音主義神学寮の給費生でもあった。その修学期間においてヨルダンとイスラエルにあるドイツ福音主義考古学研究所の講習に参加している。牧師補として働きながら、1988年から1990年までテュービンゲンにある社会教育学専門学校の嘱託講師を務めた。第2次神学試験合格後、1990年9月9日に按手礼を受けて牧師に任職された。
1990年から2003年までテュービンゲン大学福音主義神学部新約聖書学講座の学術助手を務めた。テュービンゲン大学から神学博士号が授与された後、学位取得者として「聖書-その成立と影響」と題する講義を1998年から2000年までおこなった。2000年に大学教授資格ハビリタツィオンを取得している。
2003年から2006年までマインツ大学新約聖書学講座の教授職に就いた。2006/2007冬学期以降、テュービンゲン大学福音主義神学部新約聖書学(パウロ、パウロ学派研究、新約聖書神学、新約聖書解釈学担当)講座教授に就いている。
クリストフ・ラントメッサーは2008年以降ルドルフ・ブルトマン学会の会長を務めている。彼はドイツ福音主義教会(EKD)に設置されているコンスタンティノープルエキュメニカル総主教との対話委員会のメンバーである。

## 所属組織
クリストフ・ラントメッサーは以下の組織の会員である。
- Studiorum Novi Testamenti Societas (SNTS)
- Society of Biblical Literature (SBL)
- de:Wissenschaftliche Gesellschaft für Theologie
- ルドルフ・ブルトマン学会（ドイツ語）
- de:Deutscher Hochschulverband
- テュービンゲン・シュティフト（ドイツ語版）(神学寮)支援協会

## 主著
- C. Landmesser, H.-J. Eckstein, H. Lichtenberger (Hrsg.): Jesus Christus als die Mitte der Schrift. Studien zur Hermeneutik des Evangeliums, BZNW 86. Berlin u.a. 1997.
- H.-J. Eckstein, C. Landmesser, H. Lichtenberger (Hrsg.): Eschatologie – Eschatology. WUNT 272, Tübingen 2011.
- C. Landmesser, A. Klein (Hrsg.): Rudolf Bultmann (1884-1976) - Theologe der Gegenwart. Neukirchener Verlag, 2010.